# Мормишанська сільська рада
Мормиша́нська сільська рада (рос. Мормышанский сельский совет) — сільське поселення у складі Романовського району Алтайського краю Росії.
Адміністративний центр — село Мормиші.

## Населення
Населення — 333 особи (2019; 426 в 2010, 598 у 2002).

## Склад
До складу сільської ради входять:
| Населений пункт   | Населення, осіб (2002) | Населення, осіб (2010) |
| ----------------- | ---------------------- | ---------------------- |
| Бурановка, селище | 358                    | 264                    |
| Мормиші, село     | 240                    | 162                    |